# Missunde III
Die Missunde III ist eine Grundseilfähre mit elektrischem Antrieb für Personen und Kraftfahrzeuge. Sie soll auf der Fährverbindung Missunde–Brodersby über die Schlei die Orte Missunde in Schwansen und Brodersby in Angeln in Schleswig-Holstein verbinden. Die erste Inbetriebnahme war für den 1. November 2022 vorgesehen.

## Geschichte

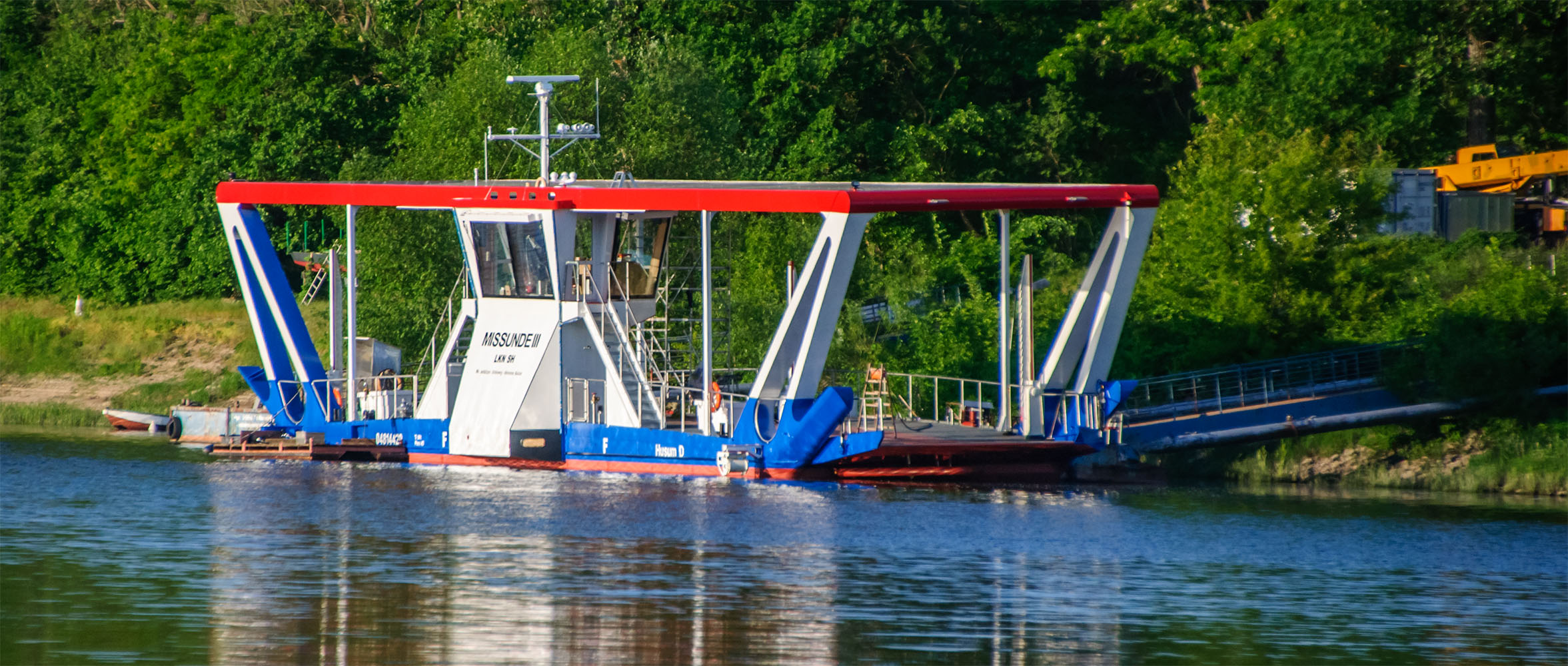
Die Missunde III in der Werft

Die in der Schiffswerft Hermann Barthel in Derben gebaute Missunde III sollte ihre Vorgängerin, die dieselgetriebene Missunde II, 2024 ersetzen. Nach Anlieferung des Schiffes wurde festgestellt, dass die Windlast der mit einem Dach versehenen Fähre zu groß ist und sich durch die Dimensionierung der Antriebsanlage die Fahrzeit einer Überfahrt verdoppelt. Zudem müssen die schon umgebauten Anleger erneut ertüchtigt werden. Die Taufe des Schiffes erfolgte trotzdem am 31. Januar 2024 durch Julia Carstens, Staatssekretärin im Kieler Wirtschaftsministerium.
Daher musste die geplante Betriebsaufnahme im März 2024 ausgesetzt werden. Die Fähre soll mit Batterien und Solarunterstützung emissionsfrei fahren. Die Baukosten betrugen rund 3,3 Millionen Euro. Künftig können auch Reisebusse und landwirtschaftliche Fahrzeuge übergesetzt werden. Bis zu 120.000 Fahrzeuge und 50.000 Fahrräder werden pro Jahr auf der Verbindung über die Schlei befördert.
Da die neue Fähre für ihren Zweck nicht eingesetzt werden kann, wurde die bereits verkaufte Missunde II für die Sommersaison 2024 zurückgeholt. Sie könnte danach weiter eingesetzt werden, müsste aber für rund 1,7 Mio. Euro nach den inzwischen geänderten Sicherheitsvorschriften der Europäischen Union aufgerüstet werden. Auf Grund der notwendigen Umbauarbeiten hat der Bund die Betriebserlaubnis für die Missunde II bis 2028 verlängert. Bei der Nachfolgerin dauern die Umbauarbeiten länger als geplant. Das Land hat einer spezialisierten Rechtsanwaltskanzlei das Mandat erteilt, Ansprüche des Landes aufgrund von möglichen Fehlern bei der Konstruktion der Fähre zu prüfen.
Noch im April hatte der Landesbetrieb für Küstenschutz, Nationalpark und Meeresschutz Schleswig-Holstein angekündigt, dass die neue Elektrofähre voraussichtlich Ende September 2024 einsatzbereit ist. Die aufwändigen Umbauarbeiten – unter anderem an der Seilführung und an den Rampen auf beiden Uferseiten – sollten bis Sommer 2025 andauern. Der Tausch der Fähren würde  erst nach der Tourismussaison zum Jahreswechsel 2025/2026 erfolgen. Zu den Umbau-Kosten äußert sich das Land bislang nicht. Zudem sollen folgende Arbeiten ausgeführt werden:
- Einbau von zwei Querstrahlrudern zur Optimierung der Manövrierfähigkeit
- Anpassung der Führungspositionen der Seile, wobei die seitliche Seilführung erhalten bleibt
- Errichtung von je zwei zusätzlichen Dalben auf jeder Uferseite mit je einem Schwimmponton als Leitwerk (zugleich Nacht-Anlegestelle in Brodersby)
- bauliche Anpassungen an den Keilen der Anlegerampen[9]

Wegen Platzmangel in Missunde lag die Fähre auf einem Liegeplatz in Kappeln-Ellenberg und wurde am 27. August 2024 in den Hafen des Ostseeresorts in Olpenitz verlegt.
Der Umbau der Fähre soll im Herbst 2025 beginnen, der Einsatz ist ab April 2026 vorgesehen.

## Erwähnenswertes
Die Comedy-Sendung Mario Barth deckt auf! drehte am 7. August 2024 vor Ort einen Filmbericht über die Geschichte der neuen Elektrofähre. Auch das Satiremagazin extra 3 hat einen Bericht unter der Kategorie Realer Irrsinn erstellt, der am 25. September 2024 gezeigt wurde. Die Bild-Zeitung berichtete am 29. September 2024 unter der Überschrift "Solar-Fähre schafft’s nie zum anderen Ufer" ebenfalls von den Vorfällen.